# Cualstibite
La cualstibite (simbolo IMA: Casb) è un minerale appartenente al supergruppo dell'idrotalcite e al gruppo omonimo della classe degli idrossidi.
La cualstibite cristallizza politipicamente in due modi diversi:
- cualstibite-1M, chiamata anche cianofillite[6] con composizione chimica (Cu,Al)3(OH)6[Sb5+(OH)6]; precedentemente riconosciuta dall'IMA come specie a sé stante, ma non più accettata dal 2012 nell'ambito della definizione del supergruppo dell'idrotalcite.[7]
- cualstibite-1T con composizione chimica[8] Cu2AlSb(OH)12

## Etimologia e storia
Il nome del minarale deriva da una crasi dei suoi principali costituenti: rame (in latino, Cuprum), alluminio e antimonio (in latino, stibium).

## Classificazione
Il minerale è stato approvato dall'Associazione Mineralogica Internazionale (IMA), quindi non viene elencato nell'ottava edizione della Sistematica dei Minerali secondo Strunz, che è obsoleta dal 1977, ma in parte ancora utilizzata.
Compare invece nella nona edizione aggiornata fino al 2009 e continuata sul database "mindat.org". In tale nona edizione, la cualstibite è elencata nella classe "4. Ossidi (idrossidi, V[5,6] vanadati, arseniti, antimoniti, bismutiti, solfiti, seleniti, telluriti, iodati)" e da lì nella sottoclasse "4.F Idrossidi (senza V od U)"; questa è ulteriormente suddivisa in base alla loro struttura, in modo che possa essere trovato nella sezione "4.FB Idrossidi con OH, senza H2O; ottaedri isolati" dove forma il sistema nº 4.FB.10 insieme alla zincalstibite.
Sistematica dei lapis (Lapis-Systematik) di Stefan Weiß la cualstibite si trova nella classe degli "ossidi" e da lì nella sottoclasse degli "idrossidi e idrati ossidici (ossidi contenenti acqua con struttura stratificata)" dove forma il sistema nº IV/F.12-020 insieme a cualstibite-1M, zincalstibite e omsite.
Nella classificazione dei minerali secondo Dana, usata principalmente nel mondo anglosassone, la cualstibite è elencata nella classe degli "antimoniati" e in seguito nella sottoclasse "Antimoniati con formule varie" dove forma il "gruppo della cualstibite" insieme alla zincalstibite con il sistema nº 44.03.10.

## Abito cristallino
La cualstibite cristallizza politipicamente in due modi diversi:
- la cualstibite-1M cristallizza nel sistema monoclino nel gruppo spaziale P21/b con i parametri reticolari a = 9,938(1) Å, b = 8,890(1) Å, c = 5,493(1) Å e β = 102,90(1)° e con 2 unità di formula per cella unitaria.[1]
- la cualstibite-1T cristallizza nel sistema trigonale nel gruppo spaziale P3 con i parametri reticolari a = 9,150(2) Å e c = 9,745(2) Å e con 3 unità di formula per cella unitaria.[1]

## Origine e giacitura
La cualstibite si forma secondariamente dall'ossidazione dei depositi idrotermali di barite-fluorite; la si trova associata a cornwallite, arsenogoyazite, goethite, barite, fluorite e quarzo.
In Italia il minerale è stato rinvenuto a Forni Avoltri e Comeglians (Friuli-Venezia Giulia) e a Carrara (Toscana).
Altri siti noti sono: Goesdorf (Lussemburgo); Guttaring, Sankt Barbara im Mürztal e Kammern im Liesingtal (Austria); Épinal, Narbonne e Toulon (Francia); Ortenaukreis (qui è stato rinvenuto il politipo 1T, oltre che il politipo 1M), Märkischer Kreis e Kirchen (Germania); Lavreotiki (Grecia); Narvik (Norvegia); Špania Dolina (Slovacchia); Ribes de Freser (Spagna); Anniviers (Svizzera); nella municipalità distrettuale di Namakwa (Sud Africa).

## Forma in cui si presenta in natura
La cualstibite si presenta sotto forma di rivestimenti, croste o masse di cristalli con dimensioni dell'ordine del micrometro, ma anche in sfere submillimetriche-millimetriche di colore da bianco a celeste (talvolta con tonalità da grigio a verde) e aggregati radiali di colore verde-blu. Il colore del suo striscio è blu pallido.